# Troubsko
Troubsko (en allemand : Strutz) est une commune du district de Brno-Campagne, dans la région de Moravie-du-Sud, en République tchèque. Sa population s'élevait à 2 328 habitants en 2020.

## Géographie
Troubsko se trouve à 8 km à l'ouest-sud-ouest de Brno et à 181 km au sud-est de Prague.
La commune est limitée par Popůvky à l'ouest et au nord, par Brno au nord-est, par Ostopovice au sud-est et par Střelice à l'ouest.

## Histoire
La première mention écrite de la localité date de 1237.

## Transports
Troubsko est desservie par l'autoroute D1 (sortie  178), qui relie Prague à la frontière polonaise en passant par Brno et Ostrava.